# Al-Fahaheel SC
Der Al-Fahaheel Sporting Club (نادي الفحيحيل, DMG Nādī l-Faḥīḥīl) ist ein kuwaitischer Sportverein mit Sitz in der Stadt Kuwait.

## Fußball

### Anfangszeit
Der Klub wurde im Jahr 1964 gegründet. Vermutlich startete er in der zweiten Liga. In der Saison 1969/70 gelang ihm als Meister der zweiten Liga erstmals der Aufstieg. Nach der Saison 1971/72 in der ersten Liga ging es aber wieder nach unten. Danach gab es in kurzen Abständen zwei Abstiege wie auch zwei Aufstiege, bis die Mannschaft sich schließlich für längere Zeit in der ersten Liga halten konnte. Dies beruhte zum Teil darauf, dass es von 1979 bis 1984 keine Absteiger gab. Daneben gelang noch der Gewinn des Federation Cup 1973/74 und des Emir Cup im Jahr 1986. In der Saison 1988/89 wurde der Verein dann achter und letzter der Liga und stieg erneut in die zweite Division ab. In der folgenden Saison 1989/90 gelang aber der direkte Wiederaufstieg als Meister.

### Zeit nach dem Golfkrieg
Durch den zweiten Golfkrieg gab es keine komplette Saison 1990/91, wodurch der Klub erst wieder in der Saison 1991/92 einen geregelten Spielbetrieb hatte. In dieser Spielzeit wurde erneut nur letzter der Gruppe A (in dieser Saison wurde die erste Liga in zwei Gruppen unterteilt), in der Relegation gegen al-Nasr (Gruppe B) konnte der Platz in der ersten Liga aber gehalten werden. Nach der Saison 1992/92 war der Abstieg angesichts von nur vier Punkten aber nicht mehr zu verhindern. In der Saison 1994/95 war dank eines vergrößerten Teilnehmerfeldes erstmals wieder eine Teilnahme in der ersten Liga möglich. Hier erreichte die Mannschaft einen Tabellenplatz im Mittelfeld. Zur nächsten Saison wurde der Modus erneut geändert, so dass Al-Fahaheel als einer von acht Vereinen wieder in die zweite Liga relegiert wurde und dort die Saison zu Ende spielte. In der Saison 1999/2000 ging es nach Hauptrunde und Play-off-Gruppe wieder nach unten. Die schlechte Leistung setzte sich in die nächste Spielzeit fort; dort konnte die Mannschaft am Ende nur den vorletzten Tabellenplatz erreichen.

### Lange Phase in der zweiten Liga
Die folgenden Jahre sollten brachten keine Verbesserung, teilweise war am Ende nicht einmal eine zweistellige Punktanzahl vorzuweisen. Zur Saison 2003/04 ging es dank des erneut vergrößertem Teilnehmerfeldes zurück in die erste Liga. In den darauf folgenden Spielzeiten wurde die Liga dann Stück für Stück wieder verkleinert. Al-Fahaheel konnte sich aber jeweils in der ersten Liga halten. In der Saison 2006/07 stieg man als letzter der Liga nach verlorener Relegation aber wieder ab. Erst nach der Saison 2012/13, in der der Klub  Meister der Division One wurde, stieg man wieder auf. Bis zum Ende der Saison 2016/17 gab es keine zweite Liga und somit auch keinen Absteiger. Zur darauffolgenden Saison wurde die Liga allerdings in zwei Hälften geteilt, womit es erstmals wieder einen Abstieg gab. Nach dem Aufstieg in der Saison 2017/18 folgte ein Jahr später der direkte Wiederabstieg.
Der Klub nahm auch am Al-Khurafi Cup teil, konnte bei diesem aber nie einen Erfolg einfahren.

## Handball
Die Handball-Mannschaft des Klubs gewann in der Saison 2004 die Asian Club League Handball Championship.

## Erfolge

### Fußball
- Kuwait Emir Cup: Sieger (1)
  - 1986

- Kuwaiti Division One: Meister (6)
  - 1969/70, 1972/73, 1975/76, 1978/79, 1989/90, 2012/13

- Kuwait Federation Cup: Sieger (1)
  - 1973/74

### Handball
- Asian Club League Handball Championship: Sieger (1)
  - 2004